# Grant Park 165
Das Grant Park 165 ist ein 165 Meilen langes Autorennen der NASCAR Cup Series das jährlich auf dem Chicago Street Course in Chicago ausgetragen wird. Die Xfinity Series hält einen Tag vorher auch ein Rennen auf der Strecke ab.

## Geschichte

Streckenlayout

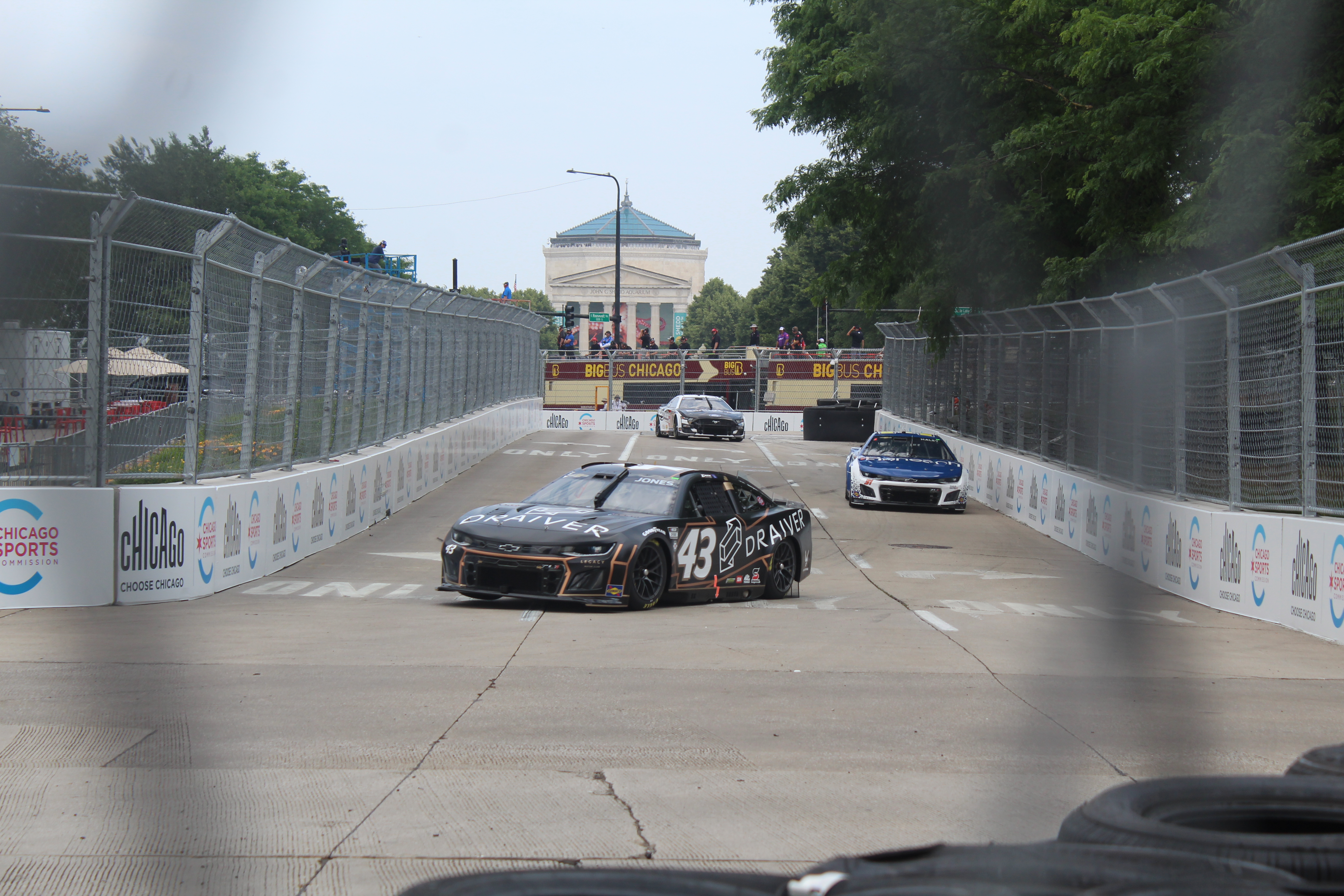
Rennen im Jahr 2023

Im Jahr 2021 wurde das letzte Rennen der damaligen eNASCAR iRacing Pro Invitational Series (eine virtuelle NASCAR-Rennseries) auf einem computergenerierten Kurs in Chicago ausgetragen. Nachdem James Davison das Rennen damals gewonnen hatte, kam es zu Gerüchten, nach denen die NASCAR plante, den Kurs auch in der Wirklichkeit umzusetzen. Im Folgejahr kam es letztendlich zur offiziellen Ankündigung seitens der NASCAR. Damit wurde das Rennen das zum ersten Mal im Folgejahr abgehalten werden sollte, zum ersten Stadtkurs in der Geschichte der NASCAR. In Zusammenarbeit mit der Stadt Chicago kamen im Juli 2022 die ersten Pläne, die eine Zuschauerkapazität von 100'000 versprachen, auf.
Am 7. März 2023 gab die NASCAR bekannt, dass das Rennen (im Gegenteil zu den meisten anderen Rennen in der NASCAR Cup Series) nicht nach einem Sponsor benannt werden würde, sondern nach dem nahegelegenen Grant Park. Als Sponsor des Rennens wurde McDonald’s bekanntgegeben. Das Xfinity Series-Rennen wurde nach dem Chicago Loop benannt.
Bei der ersten Austragung des Rennens kam es aufgrund des Regens zu einer Verkürzung des Rennens auf 78 Runden. Shane van Gisbergen wurde zum ersten Sieger des Rennens. Das Rennen gewann später den Preis des „Event of the year“ (deutsch: Event des Jahres) bei den Sports Business Awards 2024.
Im Oktober 2023 wurde entschieden die Renndistanz auf 75 Runden zu verkürzen. In Vorbereitung auf das Rennen 2024 wurden einige Prozeduren verändert, so die Stay In Lane Line. Als Sieger des zweiten Rennens ging Alex Bowman hervor.
Mit dem Dreijahresvertrag mit der Stadt Chicago ist noch ein weiteres Rennen im Jahr 2025 geplant.

## Sieger
| Jahr | Datum   | Fahrer              | Auto # | Marke     | Team                 |
| ---- | ------- | ------------------- | ------ | --------- | -------------------- |
| 2023 | 2. Juli | Shane van Gisbergen | 91     | Chevrolet | Trackhouse Racing    |
| 2024 | 7. Juli | Alex Bowman         | 48     | Chevrolet | Hendrick Motorsports |